# سوواوکی لاندستساپه پارک
سوواوکی لاندستساپه پارک (به لهستانی:  Suwałki Landscape Park) یک منطقهٔ مسکونی در لهستان است که در Podlaskie Voivodeship, Poland واقع شده‌است.